# Bonte wilgenroosjesmot
De bonte wilgenroosjesmot (Mompha propinquella) is een vlinder uit de familie wilgenroosjesmotten (Momphidae). De wetenschappelijke naam is voor het eerst geldig gepubliceerd in 1851 door Stainton.
De soort komt voor in Europa.